# Polysarca ungulata
Polysarca ungulata är en tvåvingeart som först beskrevs av Paramonov 1818.  Polysarca ungulata ingår i släktet Polysarca och familjen rovflugor. Inga underarter finns listade i Catalogue of Life.